# 灰胸竹鸡
灰胸竹鸡（学名：Bambusicola thoracica）为雉科竹鸡属的鸟类，俗名华南竹鹧鸪、泥滑滑、山菌子、竹鹧鸪、普通竹鸡，分布於长江流域以南、北达陕西南部、西至四川盆地西缘、东达福建，主要栖息于山区、平原、灌丛、竹林以及草丛，現已被引入日本、夏威夷和阿根廷。本種為單型種，沒有亞種分化。

## 外部連結
- Chinese Bamboo Partridge at gbwf.org
- Chinese Bamboo-Partridge at Avibase